# Fanboys
Fanboys è un film del 2009 diretto da Kyle Newman.
La pellicola è stata distribuita il 6 febbraio 2009 negli Stati Uniti e il 21 ottobre dello stesso anno in Italia.

## Trama
Il 31 ottobre 1998, Eric Bottler si rincontra coi suoi amici del liceo; Linus, Hutch, Windows e Zoe durante una festa di Halloween. Bottler, divenuto un venditore d'auto di successo nel negozio del padre, scopre di essere l'unico ad essere maturato e che gli ex-compagni di scuola in tre anni non sono cambiati di una virgola, mantenendo tutte le loro abitudini nerd, in primis la passione per Star Wars. Questo porta non poche tensioni tra Bottler e i vecchi amici, soprattutto quando Linus propone di intraprendere un viaggio attraverso gli Stati Uniti fino allo Skywalker Ranch di George Lucas per vedere in anteprima Star Wars Episodio I - La minaccia fantasma; idea che aveva progettato insieme a Bottler sin dalle elementari e alla quale quest'ultimo si oppone.

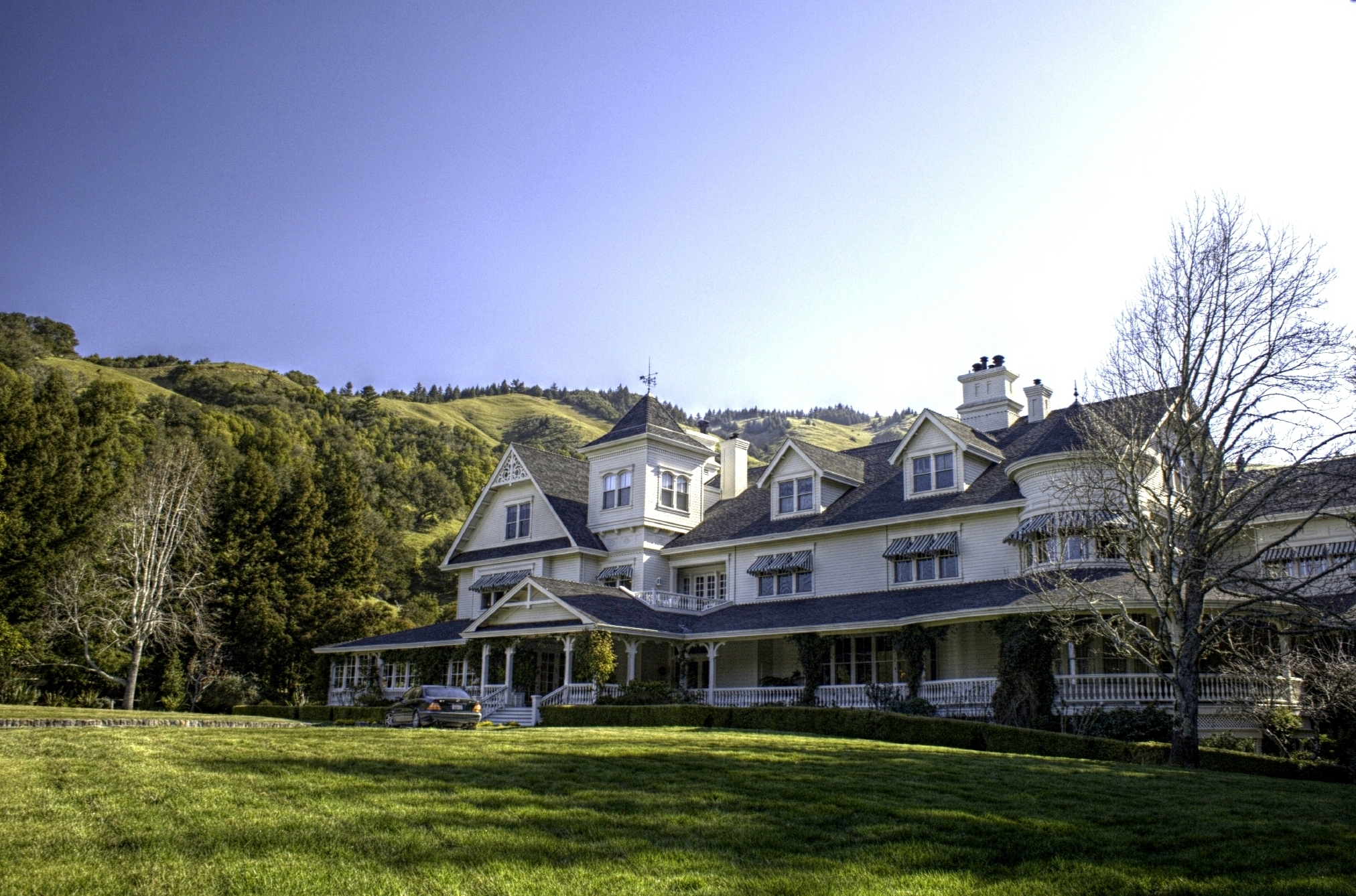
Lo Skywalker Ranch, meta dei protagonisti.

Il mattino seguente Hutch e Windows fanno visita a Bottler sul posto di lavoro e lo informano che Linus è malato terminale di cancro e non ha abbastanza tempo per aspettare la data di uscita. Per riappacificarsi con quello che un tempo era il suo migliore amico, Bottler ritorna sui suoi passi e, assieme agli amici parte per lo Skywalker Ranch. A bordo del caravan di Hutch il gruppo parte dunque alla volta del Texas per incontrare "Rogue Leader", una ragazza con cui Windows ha una relazione online e che può fornire loro la pianta del Ranch. Durante il viaggio, Hutch decide di fare una deviazione verso Riverside, nell'Iowa per attaccare briga con alcuni "Trekkie"; a tale scopo provoca l'ammiraglio Seasholtz, capo della comunità di fan di Star Trek locale, e fugge col caravan investendo la statua di Kirk e Khan.
Successivamente il mezzo dei ragazzi si ferma davanti a un bar di motociclisti gay ed essi vi entrano per chiedere aiuto e una bottiglia d'acqua, che viene a costare 100 $; quando Hutch si rifiuta di pagare il barista gli avventori li costringono ad esibirsi in uno spogliarello sulle note della musica dei Menudo, dopodiché un bizzarro personaggio che si autodefinisce "Il Capo" (Danny Trejo) ripara loro il caravan mentre essi dormono sotto l'effetto di guacamole corretto al peyote.
Giunti in Texas, Windows incontra Rogue Leader, che si rivela essere una ragazzina di dieci anni di nome Kimmy, nonché nipote del leggendario fan di Star Wars Harry Knowles il quale inizialmente accusa Windows di pedofilia e, successivamente, chiarito il malinteso e rivolto loro un test per valutare se siano veramente dei fan della saga, si offre di aiutarli nella loro missione indirizzandoli verso un suo contatto a Las Vegas capace di fornirgli la pianta dello Skywalker Ranch. Sulla strada per Las Vegas vengono arrestati dalla polizia per detenzione di sostanze stupefacenti e Zoe li raggiunge per pagar loro la cauzione e accompagnarli per il resto del viaggio. Contemporaneamente Bottler riceve un messaggio dal padre che lo esorta a tornare indietro su minaccia di licenziamento, il ragazzo dopo qualche dubbio decide di proseguire il suo viaggio poiché conscio di aver abbandonato da troppo tempo i suoi sogni d'infanzia.
Giunti a Las Vegas Bottler e Linus si dirigono a incontrare il contatto di Harry, che si rivela essere William Shatner, ottenute le piante del Ranch dall'uomo, essi si imbattono nei Trekkie incontrati in Iowa, che li inseguono desiderosi di vendetta, contemporaneamente Zoe, Hutch e Windows fuggono dal furioso mentore di due escort con cui i ragazzi sono entrati in intimità senza sapere di doverle pagare. Durante la disastrosa fuga Linus cade dall'auto e viene ricoverato in ospedale.
Quando la dottoressa informa i quattro amici che per il bene della salute di Linus sarebbe meglio interrompere il viaggio, essi sembrano tutti intenzionati a gettare la spugna, tranne Bottler che ispira il gruppo a non arrendersi ricordando loro quanto Star Wars significhi per Linus. I cinque fuggono dunque dall'ospedale e si dirigono verso lo Skywalker Ranch. Penetrati nel Ranch, i ragazzi vengono localizzati dalle guardie dopo essersi soffermati a ammirare la collezione dei costumi originali usati nel film ed incominciano un lungo inseguimento per tutto l'edificio, durante il quale Windows e Zoe si confidano i sentimenti che da anni provano l'uno per l'altra. Catturati dagli addetti alla sicurezza ad un passo dal loro intento, vengono sottoposti a un test dal capo della sicurezza su ordine dello stesso Lucas, al fine di provare che siano veri fanboy e non ladri; interrogati singolarmente i cinque dimostrano una grande conoscenza della saga e quasi nessuna riguardo all'altro sesso, dando dunque prova definitiva al regista che, commosso dal loro gesto, permette a Linus di vedere il film in anteprima.
Dopo aver visto il film, Linus si ricongiunge al gruppo che, prima di ripartire si accampa nel Ranch. Attorno al fuoco del falò, Bottler si chiarisce con Linus riguardo all'essersi persi di vista nonostante la loro amicizia e viene perdonato.
Il 19 maggio 1999, un mese dopo la morte di Linus, il gruppo di amici assiste alla prima di Star Wars Episodio I - La minaccia fantasma dopo aver passato la notte accampati davanti al cinema; nei sei mesi intercorsi Hutch ha aperto la sua attività di riparo vetture, Windows e Zoe si sono fidanzati e Bottler ha intrapreso la carriera di disegnatore di fumetti. I quattro brindano alla memoria dell'amico poco prima che incominci la proiezione della pellicola.

## Promozione
(Slogan del film.)